# Цыбин, Иван Сергеевич
Ива́н Серге́евич Цы́бин (21 марта 1969 года, Москва) — режиссёр-постановщик Первого канала, документалист, сотрудник Пятого канала.

## Биография
Родился 21 марта 1969 года в Москве.
На Центральном телевидении с июня 1985 года. Первые профессии на ТВ: фонотекарь (человек, разносящий по аппаратным рулоны с видеолентой) и администратор программы «12 этаж» в Главной редакции программ для молодёжи ЦТ.
В мае 1991 года режиссёром Святославом Чекиным был приглашён работать ассистентом режиссёра в программу «Джаз-тайм» на РТР.
С 1992 года стал делать свою передачу «Ретро» (с 1993 года выходила под названием «Ретро-шлягер»), ставшей одной из популярных передач Российского телевидения, наряду с такими проектами, как «Программа «А»», «У Ксюши», «Караоке по-русски». Последний эфир программы «Ретро-шлягер» состоялся на РТР в июне 1997 года, когда была упразднена Дирекция музыкально-развлекательного вещания РТР, её сотрудники — сокращены, а все музыкальные передачи закрыты.
С 1999 года И.Цыбин — режиссёр-постановщик программы «Путешествия натуралиста» с Павлом Любимцевым. Передача, которую делал Иван Цыбин, выходила на НТВ, а затем на Первом канале и дважды была удостоена национальной телевизионной премии «ТЭФИ» в 2001 и 2002 годах.
В настоящее время — режиссёр-постановщик документальных фильмов, выходящих в эфир на Первом канале, а также автор и ведущий рубрик «Закрома Родины» и «Киностальгия» в программе «Утро на 5» на Пятом канале.

## Личная жизнь
- Мать — Мария Георгиевна Цыбина (1946—1986) — пианистка,
- Отец — Сергей Павлович Цыбин (род. 1942 — инженер, сменный руководитель полёта «Союз-Аполлон»,
- Дед — Павел Владимирович Цыбин (1905—1992) — авиакосмический конструктор, заместитель С. П. Королёва,
- Прадед Цыбин, Владимир Николаевич.
- Разведён. От первого брака имеет двух дочерей. Вторая жена — телеведущая Яна Чурикова.